# Konsulat RP w Buffalo
Konsulat RP w Buffalo (Consulate of the Republic of Poland in Buffalo) – polska placówka konsularna działająca w okresie międzywojennym w Buffalo.
Urząd powołano w 1920 w Buffalo w randze Wicekonsulatu RP, któremu następnie podniesiono rangę do Konsulatu i który działał do 1932.

## Siedziba
Konsulat mieścił się przy 761 Filmore Ave. (1920-1925), 617 Filmore Ave. (1925-1930) i 636 Delaware Ave. (1930-1932).

## Konsulowie
- 1920-1926 – inż. Stanisław Manduk, wicekonsul/konsul
- 1926-1929 – dr Stanisław Rosicki, wicekonsul/konsul
- 1929[1]-1932 [1933] – Tadeusz Marynowski, konsul